# Amiota parviserrata
Amiota parviserrata är en tvåvingeart som beskrevs av Chen och Masanori Joseph Toda 2007. Amiota parviserrata ingår i släktet Amiota och familjen daggflugor. Inga underarter finns listade i Catalogue of Life.